# Supercopa de España femenina 2024
La Supercopa de España femenina 2024 fue la 5.ª edición del torneo. El torneo se disputa entre el 16 y el 20 de enero de 2024 en el Estadio Municipal de Butarque de Leganés.
El F. C. Barcelona fue el campeón, logrando su cuarto título y tercer consecutivo tras vencer por 7-0 al Levante U. D. en la final.

## Sorteo
Para los emparejamientos de esta edición no se realizó sorteo. Se usó el criterio de que el campeón de una de las competiciones se enfrente al subcampeón de la otra, como en este caso el Real Madrid es el subcampeón de las dos competiciones, el Levante entra como tercer clasificado de la Liga.

## Participantes
|  | Bandera de Cataluña                | F. C. Barcelona    |  | Campeón de la Liga 2022-23                      |
|  | Bandera de la Comunidad de Madrid  | Atlético de Madrid |  | Campeón de la Copa 2022-23                      |
|  | Bandera de la Comunidad de Madrid  | Real Madrid C. F.  |  | Subcampeón de la Liga 2022-23 y la Copa 2022-23 |
|  | Bandera de la Comunidad Valenciana | Levante U. D.      |  | Tercer clasificado de la Liga 2022-23           |

## Eliminatorias
|  | Semifinales            | Semifinales            |               |                 | Final               | Final               |  |
|  | 16-17 de enero de 2024 | 16-17 de enero de 2024 |               |                 | 20 de enero de 2024 | 20 de enero de 2024 |  |
|  |                        |                        |               |                 |                     |                     |  |
|  |                        |                        |               |                 |                     |                     |  |
|  | F. C. Barcelona        | 4                      |               |                 |                     |                     |  |
|  | F. C. Barcelona        | 4                      |               |                 |                     |                     |  |
|  | Real Madrid C. F.      | 0                      |               |                 |                     |                     |  |
|  | Real Madrid C. F.      | 0                      |               | F. C. Barcelona | 7                   |                     |  |
|  |                        |                        |               | F. C. Barcelona | 7                   |                     |  |
|  |                        |                        | Levante U. D. | 0               |                     |                     |  |
|  | Atlético de Madrid     | 1                      | Levante U. D. | 0               |                     |                     |  |
|  | Atlético de Madrid     | 1                      |               |                 |                     |                     |  |
|  | Levante U. D.          | 3                      |               |                 |                     |                     |  |
|  | Levante U. D.          | 3                      |               |                 |                     |                     |  |
|  |                        |                        |               |                 |                     |                     |  |

## Semifinales
| Semifinal 1; 16 de enero de 2024 | Atlético de Madrid | 1:3 (1:1, 1:1) (t. s.) | Levante U. D.                       | Estadio de Butarque, Leganés                                              |                                                                           |
| 19:00 (CET)                      | Ajibade 21'        | Reporte                | 8' (pen.) Sosa · 116', 120+4' Nunes | Asistencia: 1133 espectadores Árbitra: Acevedo Dudley VAR: Sánchez Miguel | Asistencia: 1133 espectadores Árbitra: Acevedo Dudley VAR: Sánchez Miguel |

| Uniformes |  |
|           |  |

| Semifinal 2; 17 de enero de 2024 | F. C. Barcelona                                 | 4:0 (3:0) | Real Madrid C. F. | Estadio de Butarque, Leganés                                             |                                                                          |
| 19:00 (CET)                      | Caldentey 12', 39' (pen.) · Paralluelo 15', 52' | Reporte   |                   | Asistencia: 7421 espectadores Árbitra: Huerta de Aza VAR: Cuesta Arribas | Asistencia: 7421 espectadores Árbitra: Huerta de Aza VAR: Cuesta Arribas |

| Uniformes |  |
|           |  |

## Final
| 13    | POR   | Cata Coll              |     |
| 15    | DEF   | Lucy Bronze            |     |
| 2     | DEF   | Irene Paredes          | 45' |
| 23    | DEF   | Ingrid Syrstad Engen   |     |
| 15    | DEF   | Ona Batlle             |     |
| 14    | MED   | Aitana Bonmatí         | 79' |
| 21    | MED   | Keira Walsh            |     |
| 12    | MED   | Patri Guijarro         | 63' |
| 10    | DEL   | Caroline Graham Hansen | 64' |
| 9     | DEL   | Mariona Caldentey      |     |
| 7     | DEL   | Salma Paralluelo       | 64' |
| D. T. | D. T. | Jonatan Giráldez       |     |

| 25    | POR   | Emma Holmgren          |     |
| 8     | DEF   | Silvia Lloris          |     |
| 4     | DEF   | María Méndez           |     |
| 19    | DEF   | Núria Mendoza          |     |
| 20    | DEF   | Paula Tomás            | 58' |
| 12    | MED   | Leire Baños            | 70' |
| 11    | MED   | Ángela Sosa            | 58' |
| 6     | MED   | Paula Fernández        |     |
| 9     | MED   | Nataša Andonova        |     |
| 7     | DEL   | Mayra Ramírez          | 58' |
| 10    | DEL   | Alba Redondo           | 70' |
| D. T. | D. T. | José Luis Sánchez Vera |     |

| 34 | DEF | Martina Fernández | 45' |
| 6  | DEL | Claudia Pina      | 63' |
| 30 | MED | Vicky López       | 68' |
| 20 | DEL | Asisat Oshoala    | 64' |
| 19 | DEL | Bruna Vilamala    | 79' |

| 2  | DEF | Antônia        | 58' |
| 14 | MED | Daniela Arques | 58' |
| 19 | DEL | Gabi Nunes     | 58' |
| 21 | MED | Anna Torrodà   | 70' |
| 23 | DEL | Érika González | 70' |

| 12' · 24' · 26' · 36' · 45+2' · 54' · 57' | Salma Paralluelo Caroline Graham Hansen Ona Batlle Caroline Graham Hansen Salma Paralluelo Caroline Graham Hansen Aitana Bonmatí | 0:1 0:2 0:3 0:4 0:5 0:6 0:7 |

| 45' · 50' | Paula Tomás Leire Baños |

| Principal  | Rivera Olmedo   |
| Asistentes | Fernández Pérez |
|            | Puente Pino     |
| Cuarto     | Peñalver Pearce |

| VAR            | Gil Soriano   |
| Asistentes VAR | Romano García |

|  |                    |      |      |
|  | Tiros              | 18   | 4    |
|  | Tiros a puerta     | 13   | 1    |
|  | Faltas             | 13   | 14   |
|  | Saques de esquina  | 4    | 0    |
|  | Penaltis           | 0    | 0    |
|  | Fueras de juego    | 2    | 2    |
|  | Posesión del balón | 55 % | 45 % |

| 13    | POR   | Cata Coll              |     |
| 15    | DEF   | Lucy Bronze            |     |
| 2     | DEF   | Irene Paredes          | 45' |
| 23    | DEF   | Ingrid Syrstad Engen   |     |
| 15    | DEF   | Ona Batlle             |     |
| 14    | MED   | Aitana Bonmatí         | 79' |
| 21    | MED   | Keira Walsh            |     |
| 12    | MED   | Patri Guijarro         | 63' |
| 10    | DEL   | Caroline Graham Hansen | 64' |
| 9     | DEL   | Mariona Caldentey      |     |
| 7     | DEL   | Salma Paralluelo       | 64' |
| D. T. | D. T. | Jonatan Giráldez       |     |

| 25    | POR   | Emma Holmgren          |     |
| 8     | DEF   | Silvia Lloris          |     |
| 4     | DEF   | María Méndez           |     |
| 19    | DEF   | Núria Mendoza          |     |
| 20    | DEF   | Paula Tomás            | 58' |
| 12    | MED   | Leire Baños            | 70' |
| 11    | MED   | Ángela Sosa            | 58' |
| 6     | MED   | Paula Fernández        |     |
| 9     | MED   | Nataša Andonova        |     |
| 7     | DEL   | Mayra Ramírez          | 58' |
| 10    | DEL   | Alba Redondo           | 70' |
| D. T. | D. T. | José Luis Sánchez Vera |     |

| 34 | DEF | Martina Fernández | 45' |
| 6  | DEL | Claudia Pina      | 63' |
| 30 | MED | Vicky López       | 68' |
| 20 | DEL | Asisat Oshoala    | 64' |
| 19 | DEL | Bruna Vilamala    | 79' |

| 2  | DEF | Antônia        | 58' |
| 14 | MED | Daniela Arques | 58' |
| 19 | DEL | Gabi Nunes     | 58' |
| 21 | MED | Anna Torrodà   | 70' |
| 23 | DEL | Érika González | 70' |

| 12' · 24' · 26' · 36' · 45+2' · 54' · 57' | Salma Paralluelo Caroline Graham Hansen Ona Batlle Caroline Graham Hansen Salma Paralluelo Caroline Graham Hansen Aitana Bonmatí | 0:1 0:2 0:3 0:4 0:5 0:6 0:7 |

| 45' · 50' | Paula Tomás Leire Baños |

| Principal  | Rivera Olmedo   |
| Asistentes | Fernández Pérez |
|            | Puente Pino     |
| Cuarto     | Peñalver Pearce |

| VAR            | Gil Soriano   |
| Asistentes VAR | Romano García |

|  |                    |      |      |
|  | Tiros              | 18   | 4    |
|  | Tiros a puerta     | 13   | 1    |
|  | Faltas             | 13   | 14   |
|  | Saques de esquina  | 4    | 0    |
|  | Penaltis           | 0    | 0    |
|  | Fueras de juego    | 2    | 2    |
|  | Posesión del balón | 55 % | 45 % |

| 13    | POR   | Cata Coll              |     |
| 15    | DEF   | Lucy Bronze            |     |
| 2     | DEF   | Irene Paredes          | 45' |
| 23    | DEF   | Ingrid Syrstad Engen   |     |
| 15    | DEF   | Ona Batlle             |     |
| 14    | MED   | Aitana Bonmatí         | 79' |
| 21    | MED   | Keira Walsh            |     |
| 12    | MED   | Patri Guijarro         | 63' |
| 10    | DEL   | Caroline Graham Hansen | 64' |
| 9     | DEL   | Mariona Caldentey      |     |
| 7     | DEL   | Salma Paralluelo       | 64' |
| D. T. | D. T. | Jonatan Giráldez       |     |

| 25    | POR   | Emma Holmgren          |     |
| 8     | DEF   | Silvia Lloris          |     |
| 4     | DEF   | María Méndez           |     |
| 19    | DEF   | Núria Mendoza          |     |
| 20    | DEF   | Paula Tomás            | 58' |
| 12    | MED   | Leire Baños            | 70' |
| 11    | MED   | Ángela Sosa            | 58' |
| 6     | MED   | Paula Fernández        |     |
| 9     | MED   | Nataša Andonova        |     |
| 7     | DEL   | Mayra Ramírez          | 58' |
| 10    | DEL   | Alba Redondo           | 70' |
| D. T. | D. T. | José Luis Sánchez Vera |     |

| 34 | DEF | Martina Fernández | 45' |
| 6  | DEL | Claudia Pina      | 63' |
| 30 | MED | Vicky López       | 68' |
| 20 | DEL | Asisat Oshoala    | 64' |
| 19 | DEL | Bruna Vilamala    | 79' |

| 2  | DEF | Antônia        | 58' |
| 14 | MED | Daniela Arques | 58' |
| 19 | DEL | Gabi Nunes     | 58' |
| 21 | MED | Anna Torrodà   | 70' |
| 23 | DEL | Érika González | 70' |

| 12' · 24' · 26' · 36' · 45+2' · 54' · 57' | Salma Paralluelo Caroline Graham Hansen Ona Batlle Caroline Graham Hansen Salma Paralluelo Caroline Graham Hansen Aitana Bonmatí | 0:1 0:2 0:3 0:4 0:5 0:6 0:7 |

| 45' · 50' | Paula Tomás Leire Baños |

| Principal  | Rivera Olmedo   |
| Asistentes | Fernández Pérez |
|            | Puente Pino     |
| Cuarto     | Peñalver Pearce |

| VAR            | Gil Soriano   |
| Asistentes VAR | Romano García |

|  |                    |      |      |
|  | Tiros              | 18   | 4    |
|  | Tiros a puerta     | 13   | 1    |
|  | Faltas             | 13   | 14   |
|  | Saques de esquina  | 4    | 0    |
|  | Penaltis           | 0    | 0    |
|  | Fueras de juego    | 2    | 2    |
|  | Posesión del balón | 55 % | 45 % |

| 13    | POR   | Cata Coll              |     |
| 15    | DEF   | Lucy Bronze            |     |
| 2     | DEF   | Irene Paredes          | 45' |
| 23    | DEF   | Ingrid Syrstad Engen   |     |
| 15    | DEF   | Ona Batlle             |     |
| 14    | MED   | Aitana Bonmatí         | 79' |
| 21    | MED   | Keira Walsh            |     |
| 12    | MED   | Patri Guijarro         | 63' |
| 10    | DEL   | Caroline Graham Hansen | 64' |
| 9     | DEL   | Mariona Caldentey      |     |
| 7     | DEL   | Salma Paralluelo       | 64' |
| D. T. | D. T. | Jonatan Giráldez       |     |

| 25    | POR   | Emma Holmgren          |     |
| 8     | DEF   | Silvia Lloris          |     |
| 4     | DEF   | María Méndez           |     |
| 19    | DEF   | Núria Mendoza          |     |
| 20    | DEF   | Paula Tomás            | 58' |
| 12    | MED   | Leire Baños            | 70' |
| 11    | MED   | Ángela Sosa            | 58' |
| 6     | MED   | Paula Fernández        |     |
| 9     | MED   | Nataša Andonova        |     |
| 7     | DEL   | Mayra Ramírez          | 58' |
| 10    | DEL   | Alba Redondo           | 70' |
| D. T. | D. T. | José Luis Sánchez Vera |     |

| 34 | DEF | Martina Fernández | 45' |
| 6  | DEL | Claudia Pina      | 63' |
| 30 | MED | Vicky López       | 68' |
| 20 | DEL | Asisat Oshoala    | 64' |
| 19 | DEL | Bruna Vilamala    | 79' |

| 2  | DEF | Antônia        | 58' |
| 14 | MED | Daniela Arques | 58' |
| 19 | DEL | Gabi Nunes     | 58' |
| 21 | MED | Anna Torrodà   | 70' |
| 23 | DEL | Érika González | 70' |

| 12' · 24' · 26' · 36' · 45+2' · 54' · 57' | Salma Paralluelo Caroline Graham Hansen Ona Batlle Caroline Graham Hansen Salma Paralluelo Caroline Graham Hansen Aitana Bonmatí | 0:1 0:2 0:3 0:4 0:5 0:6 0:7 |

| 45' · 50' | Paula Tomás Leire Baños |

| Principal  | Rivera Olmedo   |
| Asistentes | Fernández Pérez |
|            | Puente Pino     |
| Cuarto     | Peñalver Pearce |

| VAR            | Gil Soriano   |
| Asistentes VAR | Romano García |

|  |                    |      |      |
|  | Tiros              | 18   | 4    |
|  | Tiros a puerta     | 13   | 1    |
|  | Faltas             | 13   | 14   |
|  | Saques de esquina  | 4    | 0    |
|  | Penaltis           | 0    | 0    |
|  | Fueras de juego    | 2    | 2    |
|  | Posesión del balón | 55 % | 45 % |

| Campeón Supercopa de España femenina 2024 |
| ----------------------------------------- |
| F. C. Barcelona 4° título                 |

## Estadísticas

### Clasificación general
| Pos. | Club               | Pts. | PJ | PG | PE | PP | GF | GC | Dif | Rend. |
| ---- | ------------------ | ---- | -- | -- | -- | -- | -- | -- | --- | ----- |
| 1    | F. C. Barcelona    | 6    | 2  | 2  | 0  | 0  | 11 | 0  | +11 | 100%  |
| 2    | Levante U. D.      | 3    | 2  | 1  | 0  | 1  | 3  | 8  | -5  | 50%   |
| 3    | Atlético de Madrid | 0    | 1  | 0  | 0  | 1  | 1  | 3  | –2  | 0%    |
| 4    | Real Madrid C. F.  | 0    | 1  | 0  | 0  | 1  | 0  | 4  | –4  | 0%    |

### Goleadoras
| Pos. | Jugadora               | Club               | Goles |
| ---- | ---------------------- | ------------------ | ----- |
| 1    | Salma Paralluelo       | F. C. Barcelona    | 4     |
| 2    | Caroline Graham Hansen | F. C. Barcelona    | 3     |
| 3    | Mariona Caldentey      | F. C. Barcelona    | 2     |
| =    | Gabi Nunes             | Levante U. D.      | 2     |
| 5    | Rasheedat Ajibade      | Atlético de Madrid | 1     |
| =    | Aitana Bonmatí         | F. C. Barcelona    | 1     |
| =    | Ona Batlle             | F. C. Barcelona    | 1     |
| =    | Ángela Sosa            | Levante U. D.      | 1     |